# AN/SEQ-3
El Sistema de Armas Láser AN/SEQ-3 (también llamado Laser Weapon System, XN-1 LaWS) es un arma láser desarrollada por la Marina de los Estados Unidos. El arma se instaló en el USS Ponce para realizar pruebas de campo en 2014. En diciembre de 2014, la Marina de los Estados Unidos informó que el sistema LaWS funcionaba perfectamente contra amenazas asimétricas de bajo nivel, y que el comandante del Ponce estaba autorizado a utilizar el sistema como arma defensiva.

## Historia
Tras un examen de varias clases de buques para determinar cuáles disponían de espacio, energía y refrigeración, se decidió que, tras el desmantelamiento previsto del Ponce en 2018, el LaWS se trasladará al nuevo buque de transporte anfibio USS Portland para realizar pruebas indefinidas. Utilizará el espacio y las conexiones eléctricas reservadas a su sistema de lanzamiento vertical para alojar los módulos de potencia y control del LaWS, mientras que el propio láser se atornillará a la cubierta. Dado que la instalación será sólo de prueba, el LaWS no se integrará en el sistema de guerra del buque.
Sin embargo, como proyecto de desarrollo, los problemas, algunos de ellos debidos a la naturaleza de su desarrollo como prototipo de desarrollo, como los voluminosos condensadores de carga por goteo y el largo tiempo de carga, la dificultad para rastrear objetivos pequeños y los problemas para producir un único haz sincronizado y coherente a partir de los seis emisores más pequeños, impidieron que el LaWS entrara en la producción en serie. En enero de 2018, la Armada anunció un contrato de 150 millones de dólares con Lockheed Martin para la producción de dos unidades HELIOS (High Energy Laser with Integrated Optical-dazzler and Surveillance), cuya entrega estaba prevista para 2020; una de ellas se instalaría en el USS Arleigh Burke, mientras que la otra se destinaría a pruebas en tierra. Otras opciones de contrato podrían elevar su valor a 942,8 millones de dólares.  En agosto de 2022 se entregó un sistema HELIOS a la US Navy.

## Proyectos similares
- Programa Sigilar